# Gunhild van Noorwegen
Gunhild Sveinsdotter van Noorwegen (10?? - 1060) was een dochter van Sven Haakonsson en Holmfrid van Zweden.
Zij was gehuwd met Anund Jacob van Zweden en later met Sven II van Denemarken.

Met Anund Jacob had zij een dochter; Gyda van Zweden